# ليندا مور
ليندا مور هي لاعبة كرلنغ كندية، ولدت في 24 فبراير 1954 في فانكوفر في كندا.

## وصلات خارجية
- ليندا مور على موقع الاتحاد الدولي للكرلنغ (الإنجليزية)
- ليندا مور على موقع اللجنة الأولمبية الدولية (الإنجليزية)
- ليندا مور على موقع أوليمبيديا (الإنجليزية)
- ليندا مور على موقع اللجنة الأولمبية الكندية (الإنجليزية)